# La Bâtie-Montsaléon
La Bâtie-Montsaléon è un comune francese di 210 abitanti situato nel dipartimento delle Alte Alpi della regione della Provenza-Alpi-Costa Azzurra.

## Società

### Evoluzione demografica
Abitanti censiti